# 대한민국의 병무청 차장
병무청 차장(兵務廳 車長)은 청장을 보좌하는 직위로, 고위공무원단 가등급에 속하는 일반직공무원으로 보한다.

## 임명
- 병무청 차장은 대통령이 임명한다.

## 역할
- 병무청 차장은 청장을 보좌하여 소관사무를 처리하고 소속공무원을 지휘·감독하며, 청장이 사고로 직무를 수행할 수 없으면 그 직무를 대행한다.

## 역대 차장

### 병무청 차장
| 정부        | 대수           | 이름                             | 임기                             | 비고 |
| ----------- | -------------- | -------------------------------- | -------------------------------- | ---- |
| 제4공화국   | 초대           | 김종필(金鍾弼)                   | 1970년 8월 20일~1972년 10월 7일  |      |
| 제4공화국   | 2대            | 양해경(梁海卿)                   | 1972년 10월 14일~1980년 1월 19일 |      |
| 제4공화국   | 3대            | 김영호(金泳鎬)                   | 1980년 1월 19일~1982년 12월 21일 |      |
| 제5공화국   | 3대            | 김영호(金泳鎬)                   | 1980년 1월 19일~1982년 12월 21일 |      |
| 4대         | 유형식(兪瀅植) | 1982년 12월 21일~1987년 1월 21일 |                                  |      |
| 5대         | 이선희(李先熙) | 1987년 1월 21일~1988년 6월 1일   |                                  |      |
| 노태우 정부 | 6대            | 오동열(吳東烈)                   | 1988년 6월 1일~1989년 6월 3일    |      |
| 노태우 정부 | 7대            | 장재준(張在俊)                   | 1989년 6월 3일~1990년 6월        |      |
| 노태우 정부 | 8대            | 이준희(李俊熙)                   | 1990년 6월 14일~1990년 8월 7일   |      |
| 노태우 정부 | 9대            | 이종배(李鍾培)                   | 1990년 8월 7일~1991년 8월 13일   |      |
| 노태우 정부 | 10대           | 김병규(金秉圭)                   | 1991년 8월 13일~1992년 8월       |      |
| 노태우 정부 | 11대           | 이병운(李炳雲)                   | 1992년 8월 24일~1993년 9월 30일  |      |
| 김영삼 정부 | 11대           | 이병운(李炳雲)                   | 1992년 8월 24일~1993년 9월 30일  |      |
| 12대        | 송재환(宋在煥) | 1993년 9월 30일~1995년 1월 3일   |                                  |      |
| 13대        | 김대식(金大植) | 1995년 1월 3일~1996년 1월 16일   |                                  |      |
| 14대        | 이한구(李漢求) | 1996년 1월 16일~1996년 10월 29일 |                                  |      |
| 15대        | 신용욱(愼鏞旭) | 1996년 10월 29일~1998년 3월 23일 |                                  |      |
| 김대중 정부 | 16대           | 한성남(韓盛男)                   | 1998년 3월 23일~1998년 7월 25일  |      |
| 김대중 정부 | 17대           | 박선기(朴善基)                   | 1998년 9월 16일~1999년 9월 10일  |      |
| 김대중 정부 | 18대           | 김두성(金斗星)                   | 1999년 9월 10일~2000년 11월 4일  |      |
| 김대중 정부 | 19대           | 황수대(黃秀代)                   | 2000년 12월 4일~2001년 5월 10일  |      |
| 김대중 정부 | 20대           | 정병호(丁炳浩)                   | 2001년 5월 10일~2002년 6월 2일   |      |
| 김대중 정부 | 21대           | 오인성(吳仁成)                   | 2002년 6월 2일~2004년 4월 13일   |      |
| 노무현 정부 | 21대           | 오인성(吳仁成)                   | 2002년 6월 2일~2004년 4월 13일   |      |
| 22대        | 윤규혁(尹圭赫) | 2004년 4월 13일~2005년 1월 21일  |                                  |      |
| 23대        | 신상철(申尙喆) | 2005년 3월 21일~2006년 9월 21일  |                                  |      |
| 24대        | 전원규(田原圭) | 2006년 9월 21일~2008년 4월 11일  |                                  |      |
| 이명박 정부 | 25대           | 정종훈(鄭鍾焄)                   | 2008년 4월 11일~2010년 11월 9일  |      |
| 이명박 정부 | 26대           | 권용덕(權龍德)                   | 2010년 11월 9일~2011년 11월 13일 |      |
| 이명박 정부 | 27대           | 박경규(朴京圭)                   | 2011년 11월 13일~2013년 5월 1일  |      |
| 박근혜 정부 | 28대           | 정환식(鄭煥植)                   | 2013년 5월 1일~2014년 11월 19일  |      |
| 박근혜 정부 | 29대           | 김노운(金魯雲)                   | 2014년 11월 19일~2016년 6월 15일 |      |
| 박근혜 정부 | 30대           | 이상진(李相振)                   | 2016년 6월 15일~2017년 10월 20일 |      |
| 문재인 정부 | 31대           | 박우신(朴遇信)                   | 2017년 10월 20일~2018년 6월 30일 |      |
| 문재인 정부 | 32대           | 김태화(金泰化)                   | 2018년 6월 30일~2020년 5월 24일  |      |
| 문재인 정부 | 33대           | 조복연(趙福衍)                   | 2020년 5월 25일~2022년 9월 4일   |      |
| 윤석열 정부 | 34대           | 김종호(金鍾鎬)                   | 2022년 9월 5일~2024년 1월 15일   |      |
| 윤석열 정부 | 35대           | 최규석(崔圭錫)                   | 2024년 1월 16일~                 |      |
| 이재명 정부 | 36대           |                                  |                                  |      |

## 같이 보기
- 병무청
- 병무청장